# Fora de la llei (pel·lícula de 2021)
Fora de la llei (títol original en anglès, Apache Junction) és una pel·lícula de western tailandesa-estatunidenca del 2021 escrita i dirigida per Justin Lee i protagonitzada per Stuart Townsend, Trace Adkins, Scout Taylor-Compton i Thomas Jane. S'ha doblat i subtitulat al català.
La pel·lícula es va estrenar el 24 de setembre de 2021.